# Управление военной разведки
Управление военной разведки (фр. Direction du renseignement militaire, DRM) — спецслужба французского разведывательного сообщества, подведомственная министерству обороны, которая несёт ответственность за сбор информации, анализ и координацию разведывательной деятельности всех видов вооруженных сил Франции.
DRM было создано указом № 92-523 от 16 июня 1992 года по инициативе министра обороны Франции Пьера Жокса, в целях единого планирования, координации и руководства подразделениями военной разведки. После войны в Персидском заливе стало очевидно, что структуры французской военной разведки слишком распылены, что делает Францию чрезмерно зависимой от разведслужб США. DRM была создана как орган исключительно военной разведки, но впоследствии стала превращаться в политическую и стратегическую разведку, войдя в сферу компетенции DGSE.
В настоящее время деятельность DRM регулируется статьями D.3126-10 и D.3126-14 Кодекса об обороне Франции.

## Организационная структура
DRM возглавляет директор, который является офицером одного из видов вооруженных сил, подчиняется начальнику Генерального штаба вооруженных сил Франции. Штаб-квартира DRM находится в Париже, а подразделения технической разведки — в Крее, в 40 километрах к северу от Парижа, и Страсбурге.
Организационная структура включает в себя:
- Управление исследований (фр. une sous-direction Recherche, SDR)
- Управление эксплуатации (фр. une sous-direction Exploitation, SDE)
- Управление вооружений (фр. une sous-direction Armements-Prolifération, SDA)
- Техническое управление (фр. une sous-direction Technique, SDT)
- Управление кадров (фр. une sous-direction Ressources humaines - formation, SDH).

Бюджет DRM составляет приблизительно 126 миллионов евро в год.
В Крее расположены следующие подразделения:
- Центр подготовки специалистов радиоэлектронной разведки (CF3E);
- Межведомственный центр обработки изображений (CF3I);
- Межведомственный центр исследований и агентурной разведки (CI3RH);
- Центр коллективного пользования данными разведывательного спутника Helios[англ.] (спутниковая система Helios является совместным проектом Франции, Италии и Испании, управление системой осуществляется в соответствии с вкладом каждой из стран:79 % — Франция, 14 % -Италия и 7 % Испания)[1].

В Страсбурге расположен Объединенный разведывательный учебный центр (CFIAR), где проходят подготовку представители всех видов вооруженных сил — армии, ВМФ, ВВС и жандармерии Франции. Кроме того, около 300 сотрудников находятся в 9 подразделениях радиоэлектронной разведки, расположенных как во Франции (полуостров Giens близ Йера, департамент Вар), так и за рубежом (Гваделупа, Майотта, Новая Каледония, Французская Полинезия, Сенегал, Габон, Джибути и Объединённые Арабские Эмираты).
DRM имеет также непосредственно в войсковых частях подразделения, специально предназначенные для сбора разведывательной информации.

### Подразделения DRM в армии
В составе бригады специального назначения сухопутных войск (BFST):
- 13-й десантный полк[фр.] в Мартиньяс-Сюр-Жале[фр.], департамент Жиронда.

В составе бригады разведки (BR):
- 2-й гусарский полк[фр.] в Агно, подразделение исследований и глубинной агентурной разведки;
- 61-й артиллерийский полк[фр.] в Шомоне, подразделение видовой разведки, использующее БПЛА типа SDTI;
- 44-й полк связи[фр.] в Мутциге, департамент Нижний Рейн, подразделение радиоэлектронной разведки;
- 54-й полк связи[фр.] в Агно, подразделение радиоэлектронной разведки;
- 28-я географическая группа[фр.] в Агно, подразделение военной топографии и картографии.

### Подразделения DRM в Военно-морских силах
С 19 мая 1977 года в состав Военно-морских сил Франции вошло разведывательное судно Berry, оснащённое аппаратурой радиоэлектронной разведки; изначально вело операции против СССР в Баренцевом и Чёрном морях, а также в Средиземное море и Персидском заливе.
Преемником Berry в июле 1999 года стало разведывательное судно «Бугенвиль». Помимо 52 членов экипажа, в состав команды входило 30 сотрудников DRM — специалистов по радиоэлектронной разведке.
23 июня 2006 года ВМФ Франции ввёл в строй новое разведывательное судно — «Дюпюи-де-Лом», названное в честь выдающегося французского кораблестроителя Дюпюи де Лома. В отличие от двух своих предшественников, это судно специально разработано для размещения оборудования MINREM (фр. Moyen Interarmées Naval de Recherche ElectroMagnétique). Его миссия заключается в перехвате и анализе всех типов сигналов, в том числе полученных с помощью спутников. Министр обороны Франции в связи с этим подчеркнул: «Это судно будет осуществлять стратегический перехват со спутников, что позволит нам быть на шаг впереди в борьбе с терроризмом». Экипаж «Дюпюи-де-Лом» сокращён до 30 человек, на судне работает около 80 специалистов DRM и/или DGSE.
Этот корабль впервые в истории французского флота спроектирован и построен специально для ведения радиоэлектронной разведки в интересах DRM и стал преемником «Бугенвиля».
Радиоэлектронное оборудование «Дюпюи-де-Лом» включает в себя две навигационные РЛС DRBN-38A, станции спутниковых систем связи «Сиракьюз» и «Инмарсат», станцию предупреждения о радиолокационном облучении и идентификации РЛС ARBR-21, комплексы радио- и радиотехнической разведки. Последние позволяют обнаруживать, пеленговать и проводить технический анализ излучений различных РЛС в диапазоне частот от 300 МГц до 90 ГГц, а кроме того, перехватывать, пеленговать и прослушивать сигналы систем связи (включая спутниковые) в диапазоне частот от 30 кГц до 100 ГГц. Аппаратура корабля способна перехватывать самые современные виды передач, включая сообщения электронной почты и разговоры по мобильным телефонам.
Предполагается, что «Дюпюи-де-Лом» способен нести службу 350 дней в году. Для этого ВМС Франции заключили контракт с компаниями «Талес» и CMN, которые в течение пяти лет будут осуществлять обслуживание корабельного оборудования и разведывательных комплексов на «Дюпюи-де-Лом». Кроме того, предусмотрено иметь два сменных экипажа корабля. В будущем планируется установить на борту корабля в дополнение к двум пулемётам два ЗРК Simbad. Также прорабатывается вопрос об оснащении корабля 300-м протяжённой антенной, один конец которой будет прикреплен к воздушному шару, запускаемому с вертолетной площадки.

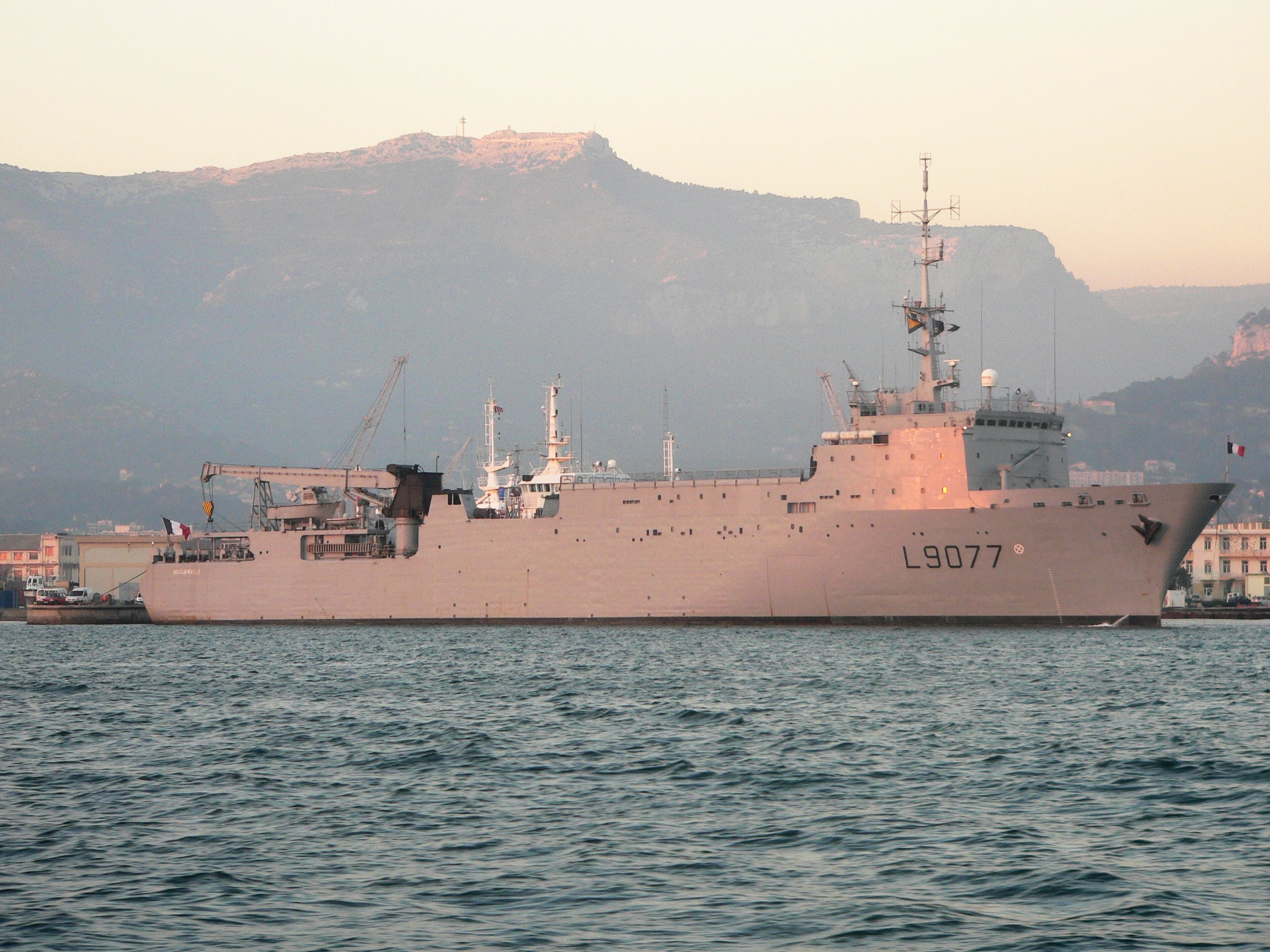
Бугенвиль[фр.] между 1999 и 2006.
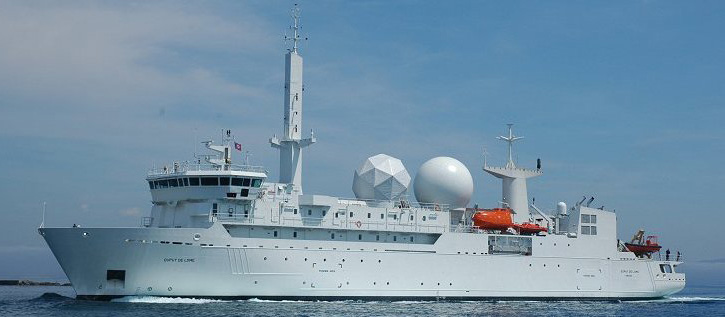
Дюпюи-де-Лом.

### Подразделения DRM в военно-воздушных силах

#### Самолеты радиоэлектронной борьбы
В составе ВВС Франции имеются две эскадрильи самолетов, специализирующихся на радиоэлектронной разведке (SIGINT):
- 51-я эскадрилья Обрак — для разведки на стратегическом уровне;
- 54-я эскадрилья Дюнкерка — для разведки на тактическом уровне.

С 12 декабря 1977 по 17 сентября 2004 года 51-я эскадрилья Обрак использовала для разведки систему Sarigue (фр. Système Aéroporté de Recueil d'Informations de GUerre Électronique) на самолёте DC-8, базировавшуюся на базе ВВС № 105 в Эврё. Экипаж состоял из двух пилотов, бортинженера и от пятнадцати до двадцати четырёх операторов радиоэлектроной разведки. 25 июля 2001 года был введен в эксплуатацию второй DC-8 с системой, известной как Sarigue-NG (Sarigue — Nouvelle génération), после чего первый DC-8 был выведен из эксплуатации 17 сентября 2004 года.
54-я эскадрилья Дюнкерка была создана в 1964 году в ФРГ и переведена в 1967 году на базу ВВС № 128 в Метце. На вооружении находилось три самолета Nord Noratlas, которые были выведены из эксплуатации 26 октября 1989 и заменены двумя транспортными самолётами C-160 Transall, экипаж каждого из которых состоит из двух пилотов, штурмана, бортинженера и от 9 до 14 операторов радиоэлектронной разведки.

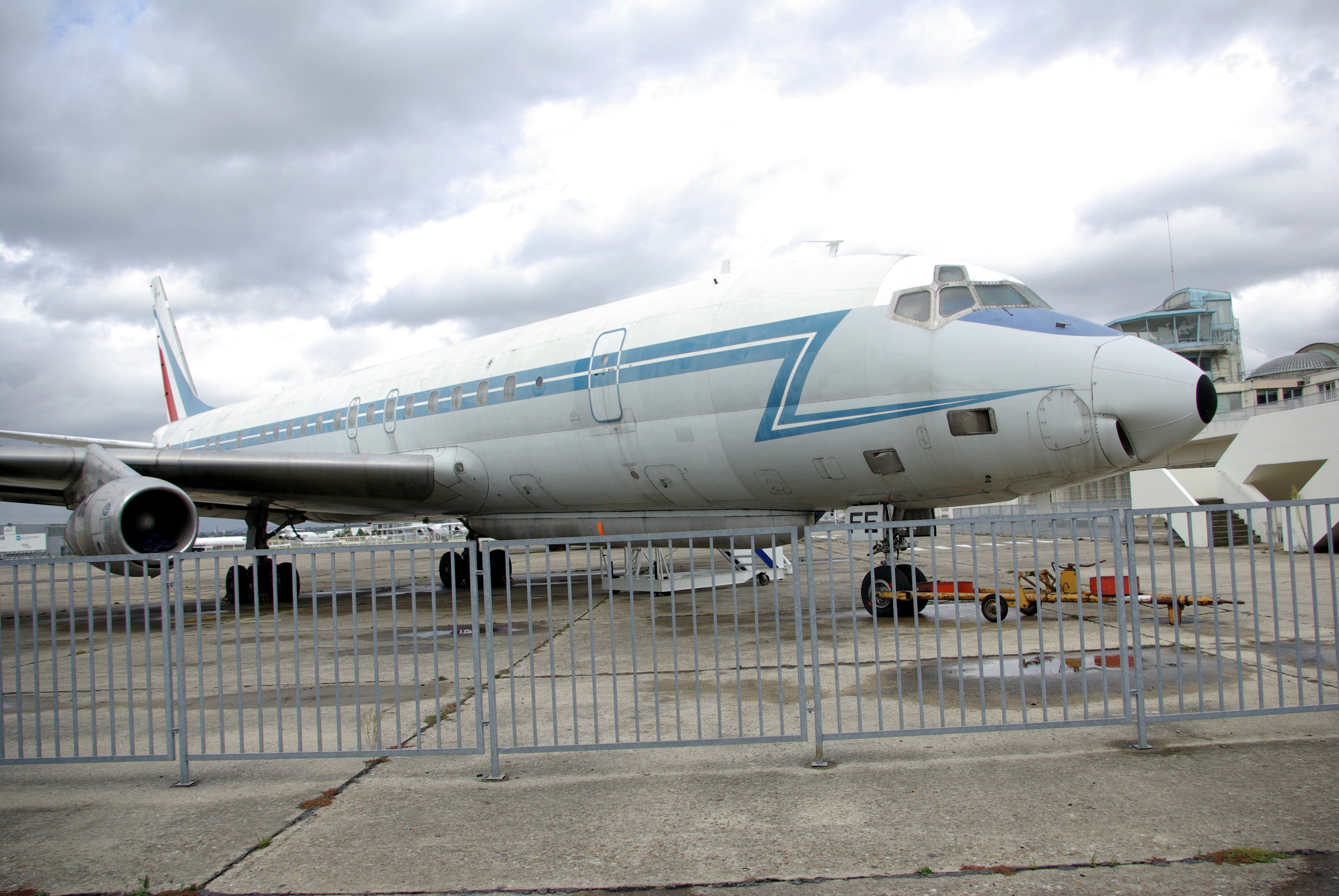
DC-8 Самолет радиоэлектронной борьбы Douglas DC-8

#### Спутниковая разведка

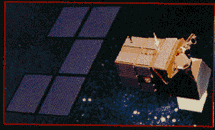
Разведывательный спутник Helios 1

Спутниковая разведка Франции использует два типа разведывательных спутников:
- спутники радиоэлектронной разведки;
- спутники видовой разведки.

Спутниковая программа радиоэлектронной разведки началась с запуска спутника Essaim 18 декабря 2004 года, который содержал четырьмя микроспутника радиоперехвата и сошёл с орбиты в 2010 году. Следующим шагом стал запуск системы спутников Elisa (сокращение от — Electronic Intelligence Satellite) 17 декабря 2011 года. Elisa также содержала четыре микроспутника, предназначенных для поиска и выявления характеристик радаров. Elisa должна была оставаться на орбите на протяжении трёх лет. К 2020 году планируется запуск спутника Cérès (сокращение от фр. CapacitÉ de Renseignement Électromagnétique Spatiale, «возможность разведки электромагнитного пространства»), который также будет состоять из трех или четырёх микроспутников, которые «позволят производить перехват и локализацию электромагнитного излучения из космоса (обнаружение и расположение радаров и телекоммуникационных устройств).»
Реализация спутниковой программы видовой разведки началась с проекта Helios. Первый спутник этой серии — Helios 1A был запущен 7 июля 1995 года, второй — Helios 1B — 3 декабря 1999 года. Второе поколение спутников этой серии, помимо возможности делать дневные снимки, было оснащено аппаратурой для ночного наблюдения в инфракрасном диапазоне. Helios 2A был запущен 18 декабря 2004 года, а Helios 2B — 18 декабря 2009 года.
В июле 2010 года Франция благодаря обмену данными с итальянской спутниковой группировкой COSMO-SkyMed и германской SAR-Lupe получила возможность получать круглосуточно и независимо от погодных условий изображения любого участка поверхности Земли с высоким разрешением, в обмен на аналогичные услуги от спутников серии Гелиос-2.
DRM также использует спутники серии Pléiades. Первый спутник этой гражданско-военной программы был запущен 17 декабря 2011 года, второй должна быть запущен в начале 2013 года.
Новая европейская межнациональная программа космической разведки MUSIS (от Multinational Space-based Imaging System for Surveillance) предусматривает со временем замену всех разведывательных спутников, находящихся в настоящее время в эксплуатации: Helios, COSMO-SkyMed SAR-Lupe, Pléiades. При этом Франция решила начать осуществление на национальном уровне программы видовой разведки на основе двух спутников (из системы трех спутников, которые планируется запустить). Первый спутник будет вести разведку, в то время как второй на более низкой орбите будет делать изображения более высокого разрешения. Запуск первого спутника запланирован на 2016 год, а второго — на 2017 год.

## Персонал
Начиная с 2009 года, идёт сокращение численности персонала DRM. В 2009 в штате насчитывалось 1677 человек, в 2012 году штат сокращён до 1592 человек, включая персонал Генерального директората по вооружению (DGA).

## Директора
- Жан Хейнрих (30 июня 1992 — 1995)
- Бруно Эле (22 ноября 1995 года по март 1998 года)
- Ив де Керсензон Панандреф (март 1998-май 2001 года)
- Андре Рансон (май 2001-июнь 2005)
- Мишель Масон (с 1 июля 2005-август 2008)
- Бенуа Пуга (1 сентября 2008 — 6 марта 2010)
- Дидье Болели (с 17 марта 2010 года)
- Кристоф Гомар (с 1 августа 2013 года)
- Жан-Франсуа Ферле (с 7 июля 2017 года)
- Эрик Видо (с 1 сентября 2021 года)
- Жак Ланглад де Монгро (с 13 апреля 2022 года)